# هائولا (هاوایی)
هائولا (به انگلیسی: Hauʻula) یک منطقهٔ مسکونی در ایالات متحده آمریکا است که در هاوایی واقع شده‌است. هائولا ۵٫۰ کیلومتر مربع مساحت و ۴٬۱۴۸ نفر جمعیت دارد و ۲٫۱۳ متر بالاتر از سطح دریا واقع شده‌است.